# April (sång)
April är en låt av hårdrocksbandet Deep Purple från deras album med samma namn. April består av ett nio minuter långt, instrumentalt "intro" med bland annat en symfoniorkester. Sen tar låten en oväntad vändning och får samma uppbyggnad som en vanlig rocklåt som också innefattar en text som sjungs av Rod Evans.
En version av April finns även på b-sidan till singeln Hallelujah. Denna version är uppdelad i två delar.